# Хаджилар (вилает Одрин)
Хаджилар или Аджилар (на турски: Hacılar) е село в Източна Тракия, Турция, Вилает Одрин.

## География
Селото се намира на 40 километра североизточно от Одрин.

## История
В 19 век Яиджиларъ е българско село в Одринска кааза на Одринския вилает на Османската империя. Според статистиката на професор Любомир Милетич в 1912 година в селото живеят 28 български екзархийски семейства.
При избухването на Балканската война в 1912 година един човек от Хаджилар е доброволец в Македоно-одринското опълчение.

## Личности
Родени в Хаджилар
- Йордан Петков, македоно-одрински опълченец, 2 рота на 11 сярска дружина, орден „За храброст“ IV ст[3]